# Paita
Paita é uma cidade no norte do Peru, capital da província de Paita. Foi fundada por Francisco Pizarro em 30 de março de 1532. É considerado como um dos mais importantes portos do país. Possui uma população atual em torno de 120 mil habitantes.